# Ермилов, Борис Фёдорович
Борис Фёдорович Ермилов (15 ноября 1910 — ?) — советский инженер-строитель, лауреат Ленинской премии 1966 года.

## Биография
Борис Ермилов родился 15 ноября 1910 года на территории бывшего Подольского района Московской области. В 1934 году окончил Московский инженерно-строительный институт им. Куйбышева. С 1930 по 1941 год занимался проектированием, строительством и монтажом канатных дорог и кабельных кранов. В 1941—1942 годах занимал должность главного инженера высокогорной канатной дороги Тырныаузского комбината, проектированием и строительством которой он руководил. С 1942 года работал на строительстве Норильского комбината. В 1943 году вступил в КПСС. В 1945 году окончил Московский архитектурный институт. Во второй половине 1940-х директор завода металлоконструкций. В 1962 году вступил в Союз архитекторов СССР.
С октября 1958 по май 1961 года начальник Управления строительства Норильского комбината. С 1961 года — заместитель директора НГМК по строительству.
Умер не ранее 1987 года.

## Награды
- Орден Ленина (1961)[источник не указан 547 дней];
- Заслуженный строитель РСФСР (1963)[3];
- Ленинская премия (1966) — за внедрение прогрессивных индустриальных методов при строительстве заполярного Норильского комбината и города Норильска в условиях вечномёрзлых грунтов и сурового климата[3];
- Почётная Грамота Президиума Верховного Совета РСФСР (13 ноября 1970 г.)[источник не указан 547 дней].

## Сочинения
- Индустриальные методы строительства. — Красноярск : Красноярское книжное издательство, 1957.